# Михайловская премия
Михайловская премия присуждалась в 1845—1916 годах за лучшие сочинения или изобретения в области артиллерии.

## История
Большая Михайловская премия была учреждена в 1845 году на собранные бывшими воспитанниками Михайловского артиллерийского училища 6444 рубля, проценты с которых выдавались в виде премии через каждые 5 лет. С 1858 года премия была разделена на две: 1-я — деньгами около 1500 рублей и 2-я  — золотая медаль в 100 рублей. Право на получение премии имели лица, окончившие курс Михайловской артиллерийской академии или училища, за лучшие сочинения или изобретения по артиллерии. Присуждалась Артиллерийским комитетом, состоящим при Главном артиллерийском управлении.
Малая Михайловская премия была учреждена в 1854 г. при Михайловском артиллерийском училище. Размер — 500 руб. В 1855-1914, 1917 гг. ежегодно присуждалась конференцией Михайловской артиллерийской академии тому из обучавшихся или обучающихся в академии или училище, который написал или перевел лучшее сочинение по артиллерии или по наукам, с ней соприкосновенным, или сделал важное для артиллерии изобретение или усовершенствование.

## Лауреаты премии
См. Категория:Лауреаты Михайловской премии